# Pfarrkirche St. Oswald bei Haslach

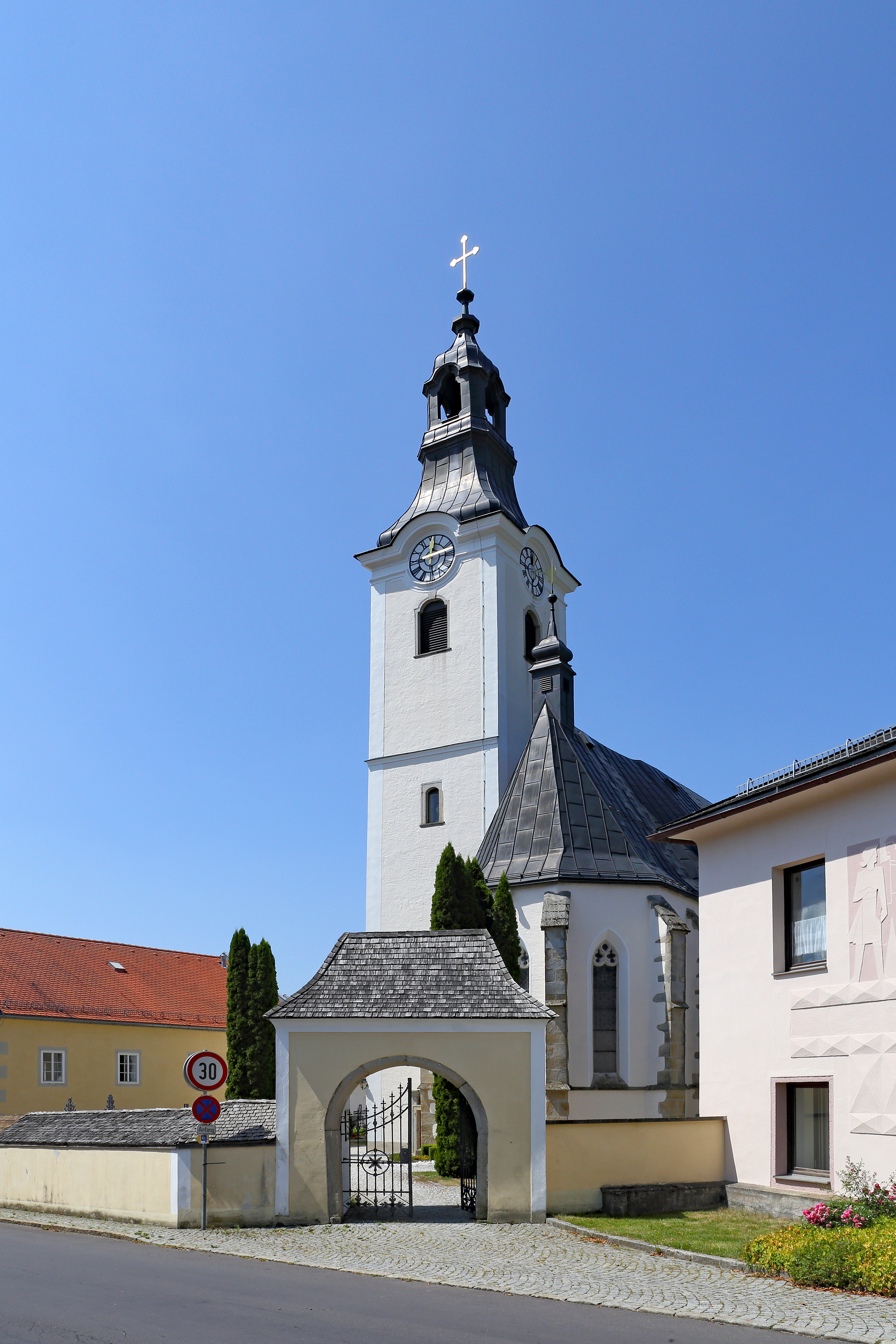
Katholische Pfarrkirche Hl. Oswald in St. Oswald bei Haslach

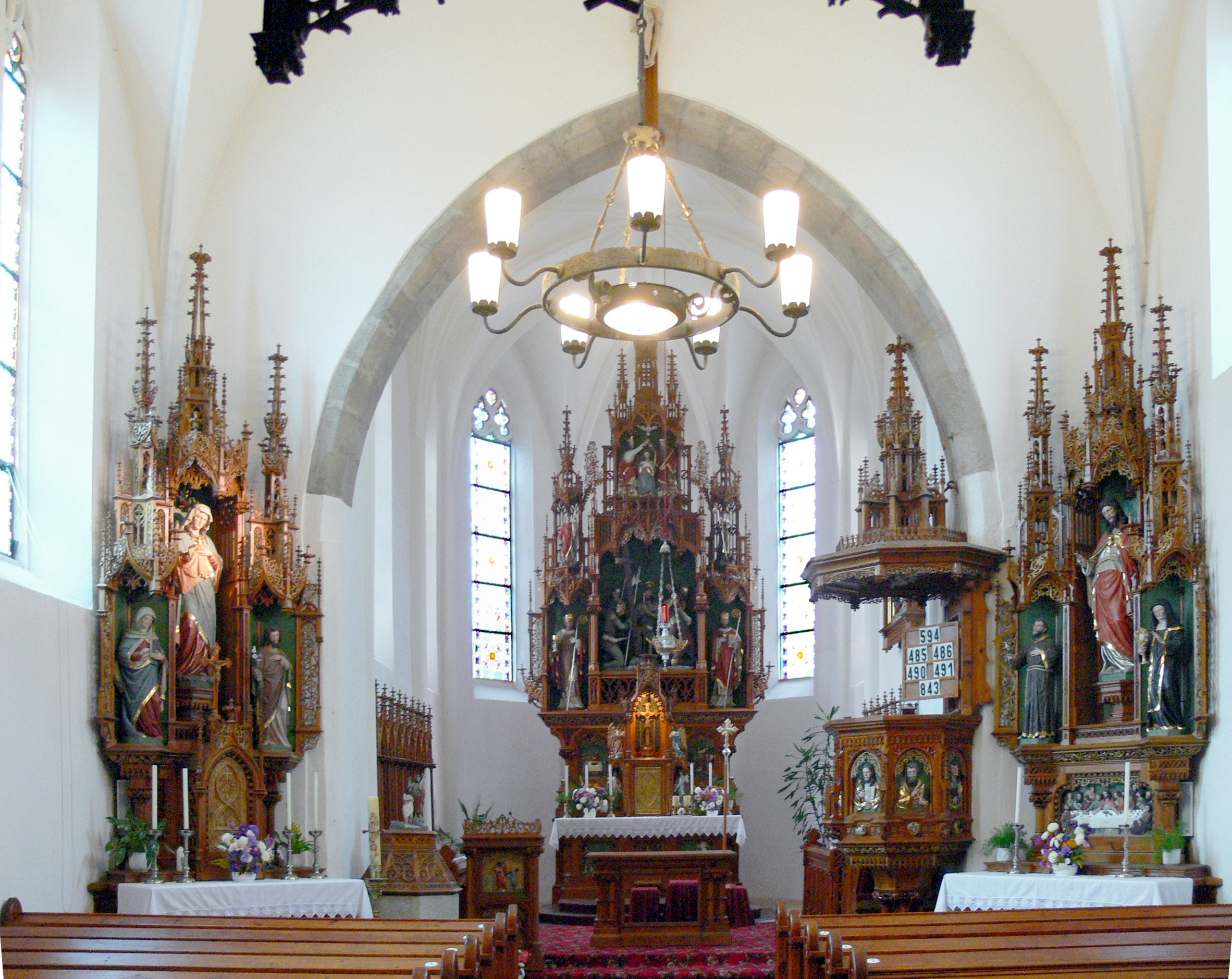
Chor von St. Oswald mit Hochaltar sowie Kanzel und Seitenaltäre am Übergang zum Langhaus

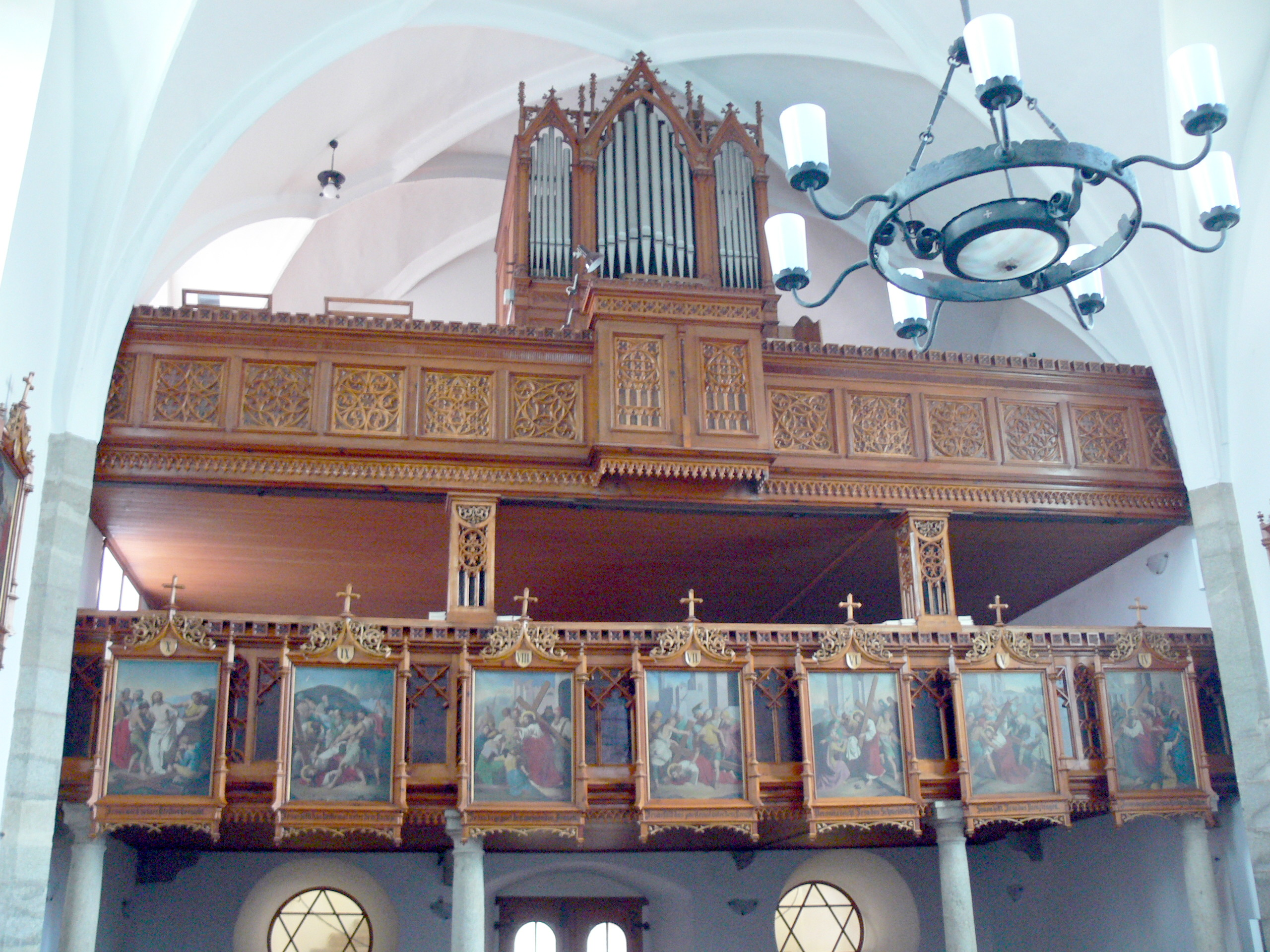
Ansicht der Orgelempore

Die Pfarrkirche St. Oswald bei Haslach steht westlich im Ort in der gleichnamigen Gemeinde St. Oswald bei Haslach im Bezirk Rohrbach im oberen Mühlviertel in Oberösterreich. Die auf den heiligen Oswald geweihte römisch-katholische Pfarrkirche – dem Stift Schlägl inkorporiert – gehört zum Dekanat Rohrbach in der Diözese Linz. Das Kirchengebäude steht unter Denkmalschutz (Listeneintrag).

## Geschichte
Urkundlich wurde 1277 eine Pfarre genannt. Die Kirche wurde 1642 gemeinsam mit Haslach vom Stift Sankt Florian, dem es inkorporiert gewesen war, an das Stift Schlägl abgetreten.
Das wohl früher romanische Langhaus (vor 1300) zeigt im Dachboden Balkenlöcher einer ehemaligen Flachdecke. Der Chor entstand im 14. Jahrhundert, die Langhausfenster sind spätgotisch, wahrscheinlich aus dem 15. Jahrhundert. Umfassende Neugestaltungen entstanden ab dem Ende des 15. Jahrhunderts durch die Vergabe eines Ablasses (1494). Das sind das Chorgewölbe im ersten Viertel des 16. Jahrhunderts, das Langhausgewölbe im zweiten Viertel des 16. Jahrhunderts. Der gotische Südturm wurde im 16. Jahrhundert mit neuen Fenstern verändert und im 17./18. Jahrhundert barock aufgestockt. Die südlichen Anbauten sind barock. Im vierten Viertel des 19. Jahrhunderts gab es eine Renovierung, 1975 eine Innenrestaurierung.

## Architektur
Die Kirche ist ringförmig von einem Friedhof mit Ummauerung und teils angrenzenden Gebäuden wie dem Pfarrhof umgeben.
Sie ist ein älterer Bau, der spätgotisch umgestaltet wurde. Das dreijochige, wohl romanische Langhaus ist mit einer spätgotischen Stichkappentonne überwölbt, die Netzrippen über Wandpfeilern zeigt. Der eingezogene gotische Chor hat einen Fünfachtelschluss, das Gewölbe zeigt ein durchstäbtes Rippenkreuz und Sternrippen über wohl älteren Runddiensten. Der mächtige Turm steht in der südlichen Chorecke. Südlich des Langhauses in der Flucht des Turmes stehen vereinheitlichte eingeschoßige Anbauten mit Portalvorhallen und einem Verbindungsgang zum Turm mit einem Treppenaufgang. Die Westfront hat eine dreigeschoßige neugotische Vorhalle.

## Ausstattung
Die Einrichtung ist eine der bedeutendsten neogotischen Gestaltungen aus der Werkstatt Josef Kepplinger.
Die Orgel baute Johann Lachmayr (1892). Sie hat ein neogotisches Gehäuse mit dreifeldrigem Prospekt, Dreiecksgiebeln, Maßwerkdekor und Fialen. Das Werk hat acht Register, eine Kegellade, eine mechanische Traktur und ein Manual. 1973 wurde die Orgel restauriert.
Eine Glocke nennt Dionysius Schulthes 1596 und zeigt ein Relief der Kreuzigung.